# Russiella
Russiella es un género de foraminífero bentónico de la subfamilia Boultoniinae, de la familia Schubertellidae, de la superfamilia Fusulinoidea, del suborden Fusulinina y del orden Fusulinida. Su especie tipo es Russiella pulchra. Su rango cronoestratigráfico abarca el Murgabiense (Pérmico superior).

## Discusión
Clasificaciones más recientes incluyen Russiella en la superfamilia Schubertelloidea, y en la subclase Fusulinana de la clase Fusulinata.

## Clasificación
Russiella incluye a las siguientes especies:
- Russiella bullata †
  - Russiella bullata okensis †
  - Russiella bullata parva †
- Russiella karabikhaensis †
- Russiella luna †
  - Russiella luna lata †
- Russiella perspicua †
- Russiella pulchra †
- Russiella remota †
- Russiella royeriana †